# 48. Филмски сусрети у Нишу
48. Филмски сусрети одржани су од у периоду од 26. августа до 31. августа 2013. године на летњој позорници у Нишкој тврђави.
Након што је градоначелник Ниша Зоран Перишић предао кључеве града председници жирија глумици Ђурђији Цветић обратила се речима:
| „                | Са великом радошћу и чашћу прихватам чување овог кључа, јер је ово град у којем се ми глумци осећамо највољенијима. Нигде са толико радости, посвећења и нежности нисмо дочекани као у Нишу. Хвала вам за свих ових 48 претходних година. Колеге глумци, Тврђава је наша. | ” |
| — Ђурђија Цветић | |   |

Уметнички директор Фестивала био је Драган Вујић.

## Жири
Чланови жирија.
| Састав жирија      |                |                |
| председница жирија | Ђурђија Цветић | Ђурђија Цветић |
| чланови жирија     | Аљоша Вучковић | Марко Живић    |

## Програм
Током фестивала је приказано дванаест филмова у конкуренцији, једанаест на летњој позорници у Нишкој тврђави док је филм Држава приказан у биоскопу Купна.
Последњег дана фестивала, након доделе награда, премијерно су приказана два средњометражна филма са темама из српске историје, документано-играни Пут ружама посут, редитеља Марка Новаковића и нишки играни филм Поноћна молитва редитеља Бобана Рајковића, по драмском тексту Небојше Озимића Сенке Ћеле куле.
| Дан                                          | Програм |
| -------------------------------------------- | ------- |
| 26. август                                   |         |
| Пријем за госте и учеснике Фестивала         |         |
| Свечано отварање                             |         |
| Свечано уручење награде Павле Вуисић         |         |
| Кад сване дан (Горан Паскаљевић)             |         |
| Мамарош (Момчило Мома Мрдаковић)             |         |
| 27. август                                   |         |
| Кругови (Срдан Голубовић)                    |         |
| Ин мемориам                                  |         |
| С/Кидање (Коста Ђорђевић)                    |         |
| Држава (Јелена Марковић)                     |         |
| 28. август                                   |         |
| Одумирање (Милош Пушић)                      |         |
| Свечано уручење награде Она и он             |         |
| Вир (Бојан Вук Косовчевић)                   |         |
| 29. август                                   |         |
| Фалсификатор (Горан Марковић)                |         |
| Љубав долази касније (Александар Ђуровић)    |         |
| Где је Нађа?                                 |         |
| 30. август                                   |         |
| Лед (Јелена Бајић Јочић)                     |         |
| Артиљеро (Срђан Анђелић)                     |         |
| 31. август                                   |         |
| Додела награда и свечано затварање фестивала |         |
| Гостујући филмови                            |         |

## Награде
Из наградног фонда издвојено је 200.000 динара за најбољег глумца фестивала, Гран при Наиса. Добитници награде за најбољу мушку и женску улогу, Цар Константин и Царица Теодора су добили по 150.000 динара, добитници повеља по 100.000 динара, а најбољи дебитант и епизодиста по 80.000 динара.
- Награда Павле Вуисић коју додељује Удружење филмских глумаца Србије као признање за изузетан допринос уметности глуме на домаћем филму, за животно дело, припала је Вери Чукић.[6]
- Награда за најбољи Глумачки пар године по избору читалаца ТВ Новости припала је Данини Јефтић за улогу Росе и Милошу Биковићу за улогу Тиркета које су тумачили у телевизијској серији На путу за Монтевидео.[7]
- Савет фестивала је наградио Бату Живојиновића специјалном наградом, а то је ручно израђени Константинов шах са ликовима из битке код Милвијског моста за изузетан допринос српској и југословенској кинематографији.[8]

| Награда                                 | Добитник                                                 | Улога                          | Филм                        |
| --------------------------------------- | -------------------------------------------------------- | ------------------------------ | --------------------------- |
| Гран при Наиса                          | Борис Исаковић                                           | Страхиња                       | Одумирање                   |
| Царица Теодора                          | Нела Михаиловић                                          | Стана                          | Лед                         |
| Цар Константин                          | Александар Берчек                                        | Ранко                          | Кругови                     |
| Повеља за најбољу женску улогу          | Дара Џокић                                               | Милица                         | Одумирање                   |
| Повеља за најбољу мушку улогу           | Тихомир Станић                                           | Анђелко                        | Фалсификатор                |
| Повеља за епизодну женску улогу         | Јасна Ђуричић                                            | Јованка                        | Одумирање                   |
| Повеља за епизодну мушку улогу          | Никола Ракочевић                                         | Богдан                         | Кругови                     |
| Награда за најбољег дебитанта           | Милица Јаневски                                          | Стамена                        | Одумирање                   |
| Најбољи глумац-продуцент                | Ненад Окановић                                           | Гроф                           | Вир                         |
| Повеља за стране глумце у домаћем филму | Мустафа Надаревић Емир Хаџихафизбеговић Момчило Оташевић | Миша Бранков Геометар Миливоје | Кад сване дан Одумирање Лед |